# Maria Alzira Cabral
Maria Alzira Cabral é uma professora e escritora portuguesa.
Professora aposentada de língua portuguesa e língua francesa, actualmente dedica-se à escrita e à pintura.

## Carreira
Começou a lecionar com apenas 18 anos de idade, enquanto completava o curso do oitavo grupo, na Universidade de Coimbra, e mais tarde a sua licenciatura em Filologia Românica, na Universidade do Porto. Aos 23 anos já era professora efectiva passando pela Escola Industrial e Comercial de Famalicão e depois pela de Gondomar. Lecionou na Escola Teixeira Lopes, em Vila Nova de Gaia, onde foi subdirectora, antes de vir para Lisboa dar aulas na Escola Básica 2/3 Pedro de Santarém, em Benfica. Durante este período escreveu os manuais Nascer 1, Nascer 2, Linguagens Linguagem, O Menino Azul, a que se seguiram muitos outros que contribuíram para uma abordagem criativa do ensino/aprendizagem da língua materna. Considerada por muitos uma das professoras mais originais e criativas nesta área, os seus livros criaram uma imagem inovadora, tendo o primeiro suscitado polémica nos meios de comunicação social, pela diferença que apresentava relativamente aos manuais para ensino do Português que até aí eram editados.

## Novas Tecnologias, Projeto Minerva e Novos Métodos de Ensino
Uma reconhecida inovadora no campo do ensino, Maria Alzira Cabral lança-se na escrita de ficção com a peça de teatro O Sonho do Palhaço (1988) e o livro infantil A Tartaruga Verde (1988). Em 1990 foi convidada para se juntar ao GEP - Gabinete de Estudos e Planeamento do Ministério da Educação, para fazer parte do Projeto Minerva – a primeira equipa responsável pela introdução de novas tecnologias nas escolas em Portugal. Maria Alzira Cabral supervisionou pessoalmente a instalação de computadores e outras tecnologias de informação em centenas de escolas básicas e secundárias de Norte a Sul do país dando também formação aos professores que utilizavam essas tecnologias. Participou ainda em diversos projectos da Comunidade Europeia e colaborou com o programa de televisão e com a revista Rua Sésamo.

## Livros
- Romance
  - A Cidade dos Sonhos Perdidos (2011) (editora - Editorial Novembro) ISBN 9789898136633[3]
  - Mãe Solidão (2012) (editora - Av. Conteúdos Editoriais) ISBN 9789899787513[4]
  - Um Deus de Pés Descalços (2018) (editora - Editorial Novembro) ISBN 9789898825711
  - Glamim - A Travessia (2023) (editora - Editorial Novembro) ISBN 789893508978 Erro de parâmetro em {{ISBN}}: comprimento[5]
- Conto
  - A Floresta das Avencas - Crónicas com Direito e Avesso (2019) (editora - Editorial Novembro) ISBN 9789895448616
  - Sete Contos Confinados e Uma Declaração de Amor (2022) (editora - Editorial Novembro) ISBN 9789895342563[6]
- Manuais escolares
  - Nascer 1, em co-autoria, livro de textos para o 1.° ano do ciclo preparatório,Plátano editora, 1975, com nova versão e reedições nos anos de 1976 a 1978, não apresentam o ISBN [7]
  - Nascer 2, em co-autoria, livro de textos para o 2.° ano do ciclo preparatório, Plátano editora,1975, com nova versão e reedições nos anos de 1976 a 1978, não apresentam o ISNB[7]
  - Linguagens linguagem, em co-autoria, livro de textos e fichas para o 1º ano do ciclo preparatório, Plátano Editora, 1979, não apresenta o ISBN
  - Linguagens linguagem, em co-autoria, livro de textos e fichas para o 2º ano do ciclo preparatório, Plátano Editora, 1979, não apresenta o ISBN
  - O Menino Azul, livro de textos e livro de fichas para o 1º ano do ciclo preparatório Plátano Editora, 1984
  - O Menino Azul, livro de textos e livro de fichas para o 2º ano do ciclo preparatório Plátano Editora, 1985
  - O Verso da Folha, em co-autoria, livro de textos e fichas para o 5º ano, Didáctica Editora, Abril 1990, ISBN 972-650121-0, com nova versão editada em Setembro 1995, ISBN 972-650-224-1
  - O Verso da Folha, em co-autoria, livro de textos e fichas para o 6º ano, Didáctica Editora, Junho 1991, ISBN 972-650-206-3, com nova versão editada em agosto 1995.
  - Livro Meu, livro de texto e livro de fichas para o 5ºano, sob o pseudónimo de Rafaela Moura, Editorial O Livro, 1995, ISBN 972-552-387-3
  - Livro Meu, livro de texto e livro de fichas para o 6ºano, sob o pseudónimo de Rafaela Moura, Editorial O Livro, 1996
  - Leituras e Companhia, livro de texto, livro de fichas e materiais de apoio para o 5ºano, sob o pseudónimo de Rafaela Moura, Editorial O Livro, 1997, com nova versão editada em 2000, ISBN 972-552-603-1
  - Leituras e Companhia, livro de texto, livro de fichas e materiais de apoio para o 6ºano, sob o pseudónimo de Rafaela Moura, Editorial O Livro, 1998, com nova versão editada em 2001, ISBN 972-552-698-8
  - Leituras e Companhia, livro de texto, livro de fichas e materiais de apoio para o 7ºano ISBN 972-552-490-X, sob o pseudónimo de Rafaela Moura, Editorial O Livro, 1999, com nova versão editada em 2002, ISBN 972-552-728-3
  - Leituras e Companhia, livro de texto, livro de fichas e materiais de apoio para o 8ºano, sob o pseudónimo de Rafaela Moura, Editorial O Livro, 2000, ISBN 972-552-526-4
  - Leituras e Companhia, livro de texto ISBN 972-552-624-4 e livro de fichas ISBN 972-552-625-4 para o 9ºano sob o pseudónimo de Rafaela Moura, Editorial O Livro, 2001
  - Canto das Letras, livro de textos, livro de fichas e materiais de apoio para o 5ºano, Texto Editores, 2004, ISBN 972-47-2411-5-1 Erro de parâmetro em {{ISBN}}: comprimento
  - Canto das Letras, livro de textos, livro de fichas e materiais de apoio para o 6ºano, Texto Editores, 2005, ISBN 972-47-2716-5-1 Erro de parâmetro em {{ISBN}}: comprimento
- Infanto-juvenil
  - A Tartaruga Verde, com ilustrações de Maria João Lopes, Plátano Editora, 1988, ISBN 9789726210085
  - Os Suspiros do André, em co-autoria com Cristina Ponte, com ilustrações de Joana Toste, col. "Começar a Aprender a Ler com a Rua Sésamo", Ed. Jim Henson´s Sesame Street Muppets, 1992
  - Ideias Para Escrever, Contraponto, com ilustrações de Maria José Capoulas, última edição abril de 2001, ISBN 9789726460015
  - Contos com Curiosidades e Brincadeiras: O Fato Novo do Imperador e O Rouxinol de H. C. Andersen, Texto Editores, 2005 ISBN 972-47-2716-5
  - O Pássaro Bisnau que não é Bom nem é Mau, com ilustrações de Bela Silva, Texto Editores, 2007, ISBN 9789724735153
- Dramaturgia
  - O Sonho do Palhaço, com ilustrações de Isabel Quintino, Plátano Editora, 1988, ISBN 9789726210207

## Pintura
Maria Alzira Cabral frequentou o curso da Sociedade Nacional de Belas Artes, em Lisboa, e já expôs em várias galerias em Portugal com o pseudónimo de Joana David. É irmã e cunhada dos do artistas plásticos Rodrigo Cabral e Isabel Cabral.